# كيربي ماك
كيربي ماك (بالإنجليزية: Kirby Mack)‏ هو مصارع محترف أمريكي، ولد في 25 نوفمبر 1983 في فيلادلفيا في الولايات المتحدة.

## روابط خارجية
- كيربي ماك على موقع CageMatch worker (الإنجليزية)
- كيربي ماك على موقع قاعدة بيانات المصارعة على الإنترنت (الإنجليزية)
- كيربي ماك على موقع عالم المصارعة على الإنترنت (الإنجليزية)
- كيربي ماك على موقع عالم المصارعة على الإنترنت (الإنجليزية)